# 東海大学短期大学部
東海大学短期大学部（とうかいだいがくたんきだいがくぶ、英語: Tokai University Junior College）は、静岡県静岡市葵区宮前町101に本部を置いていた日本の私立短期大学である。1952年に設置され、2021年に廃止された。大学の略称は東海大短大部、東海短大。

## 概観

### 大学全体
- 東海大学短期大学部は、静岡県静岡市葵区内にあった日本の私立短期大学。学校法人東海大学により1952年に静岡県清水市（現：静岡市清水区）に設置された。1962年に静岡県静岡市宮前町（現静岡市葵区）に静岡キャンパスが、1963年には東京都港区に旧・高輪キャンパスが、1964年には熊本県熊本市に旧・熊本キャンパスがそれぞれ設置されたが、その後は静岡キャンパスのみ残っていた。

### 建学の精神（校訓・理念・学是）
- 東海大学短期大学部における教育の指針
  - 「若き日に汝の思想を培え」
  - 「若き日に汝の体躯を養え」
  - 「若き日に汝の智能を磨け」
  - 「若き日に汝の希望を星につなげ」

### 教育および研究
- 東海大学短期大学部はかつて静岡キャンパスにおいて教育を行っており、栄養士を養成する食物栄養学科と児童教育者・保育者を養成する児童教育学科があった。

### 学風および特色
- 東海大学短期大学部は、かつて静岡キャンパスでのみ教育を行っていたが、歴史的にみれば学科によってキャンパスの所在地が異なることに特色があり、便宜上以下の名称を用いていた。いずれも、俗称であり『全国学校総覧』や『全国短期大学高等専門学校一覧』では、東海大学短期大学部として統一している。短期大学部同士の交流においては、特にこの名称を用いていた。
  - 短期大学部（高輪）
    - 設置学科：電気通信科（第一部・第二部）→電気通信工学科（第一部・第二部）→情報ネットワーク学科（第一部・第二部）

  - 東海大学女子短期大学部：1991年度までは便宜上、この名称を用いていた[1]。翌年度より「東海大学短期大学部（静岡）」として使用していた。
    - 設置学科：生活科学科（のち人間環境学科）・食物栄養学科・児童教育学科

  - 東海大学商経短期大学部：1991年度までは便宜上、この名称を用いていた[2]。翌年度より「東海大学短期大学部（静岡）」として使用していた。
    - 設置学科：商科（第二部）→　商学科（第二部）商経学科（第一部・第二部）→　経営情報学科

  - 短期大学部（熊本）[3]
    - 設置学科：機械科（第一部・第二部）・電気科（第一部・第二部）

### 象徴
- 東海大学短期大学部の校章は東海大学と同じものを使用していた。

## 沿革
- 1952年 静岡県清水市（現静岡市清水区）に東海大学短期大学部設立。商学科（第二部）を設置。
- 1963年 東京都港区の新キャンパス設置。東海大学短期大学部（高輪）
  - 電気通信科(第一部、第二部)
- 1964年 熊本市に新キャンパス設置。東海大学短期大学部（熊本）
  - 機械科(第一部、第二部)
  - 電気科(第一部、第二部)
- 1965年 静岡キャンパスに生活科学科設置。東海大学女子短期大学部
- 1966年 静岡キャンパスに食物栄養科設置。東海大学女子短期大学部
- 1969年 電気通信科（第一部、第二部）を電気通信工学科に名称変更
- 1969年 商科（第二部）を商学科（第二部）に名称変更
- 1969年 食物栄養科を食物栄養学科に名称変更
- 1969年 静岡キャンパスに児童教育学科設置。東海大学女子短期大学部
- 1969年 機械科より機械工学科(第一部、第二部)名称変更する。東海大学短期大学部（熊本）
- 1969年 電気科より電気工学科(第一部、第二部)名称変更する。東海大学短期大学部（熊本）
- 1971年 熊本キャンパスに建設工学科設置。東海大学短期大学部（熊本）
- 1972年 熊本キャンパスの全学科学生募集を終了とする。東海大学短期大学部（熊本）
- 1977年3月31日 熊本キャンパス廃止。東海大学短期大学部（熊本）
- 1982年 静岡キャンパスに商経学科第一部を設置。従来の商学科第二部を商経学科第二部と名称変更。
- 1992年 東海大学（女子）短期大学部と東海大学（商経）短期大学部を東海大学短期大学部（静岡）とする。
- 1999年 高輪キャンパスの短期大学部電気通信工学科第一部、第二部を情報・ネットワーク学科に名称変更。
- 2000年 高輪キャンパスの情報・ネットワーク学科（第一部・第二部）を統合して、昼夜開講制とする。
- 2003年 静岡キャンパスの生活科学科を人間環境学科に名称変更。商経学科を経営情報学科に名称変更。
- 2005年 東海大学短期大学部、財団法人短期大学基準協会による第三者評価の結果、「適格」認証を受けた。
- 2006年 静岡キャンパスの人間環境学科を募集停止。
- 2008年 旧・高輪キャンパスの情報・ネットワーク学科を廃止。新たに東海大学湘南校舎の学部を情報通信学部（4年制学部）に改組・再編。同キャンパスは東海大学の高輪キャンパスとなった。
- 2013年 静岡キャンパス・経営情報学科の新規募集を停止。
- 2018年 静岡キャンパス・食物栄養学科と児童教育学科、2020年度以降の募集を停止し、同年度末で閉校すると発表。
- 2021年　閉校。

## かつて存在していた施設

### 静岡キャンパス
- 所在地：静岡県静岡市葵区宮前町101

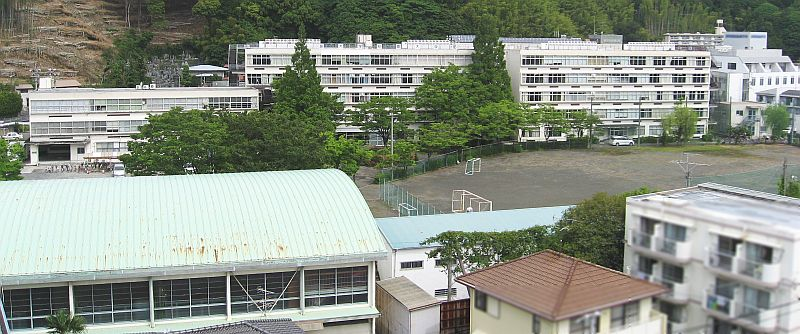
静岡キャンパス

- 使用学科：生活科学科・食物栄養学科・児童教育学科・経営情報学科（2013年4月に新規募集を停止）
- 附属研究機関：生活科学研究所
- 交通アクセス：静岡鉄道静岡清水線柚木駅下車。
- 設備：2号館・3号館・4号館・5号館・体育館・クラブハウスほか、4号館から道路を挟んだ場所に食品加工実習室があった。

### 閉校前に廃止されたキャンパス

#### 旧・高輪キャンパス（現：東海大学高輪キャンパス）
- 所在地：（東京都港区高輪2-3-23）
- 使用学科：情報・ネットワーク学科

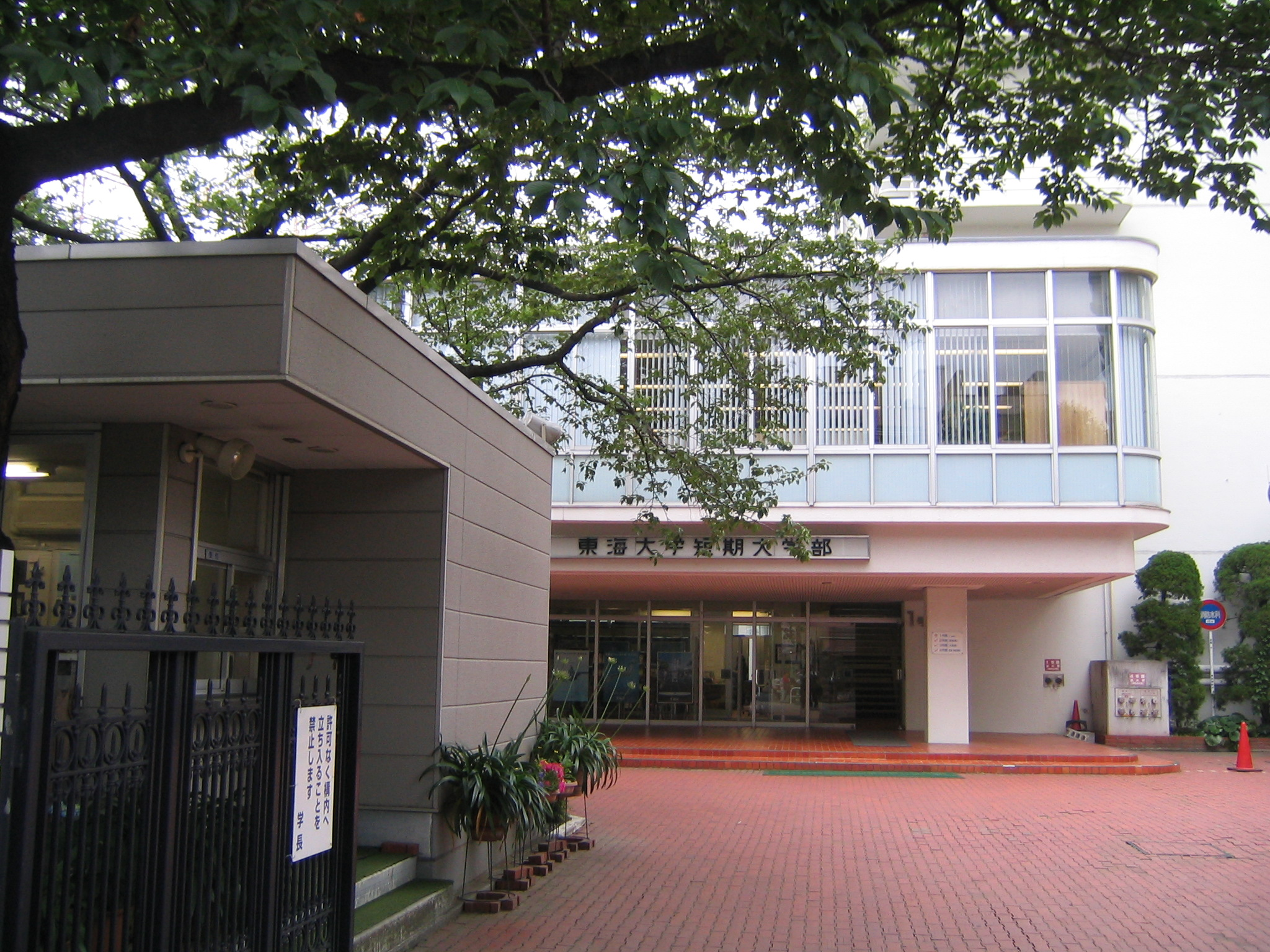
旧・高輪校舎（現：東海大学高輪キャンパス）

- 交通アクセス：東京メトロ南北線・都営地下鉄三田線白金高輪駅

#### 旧・熊本キャンパス（現：東海大学熊本キャンパス）
- 所在地：（熊本県熊本市大江町渡鹿9-1-1）
- 使用学科：機械科（第一部・第二部）・電気科（第一部・第二部）・建設工学科

## 教育および研究

### 組織

#### 学科

##### 静岡キャンパス
- 生活科学科
- 食物栄養学科
- 児童教育学科
- 経営情報学科

###### 学科の変遷
- 商科→商学科→商経学科→経営情報学科：2013年4月に新規募集を停止
  - 第一部
  - 第二部：募集は1998年度まで
- 生活科学科→人間環境学科
- 食物栄養科→食物栄養学科

##### 旧・高輪キャンパス

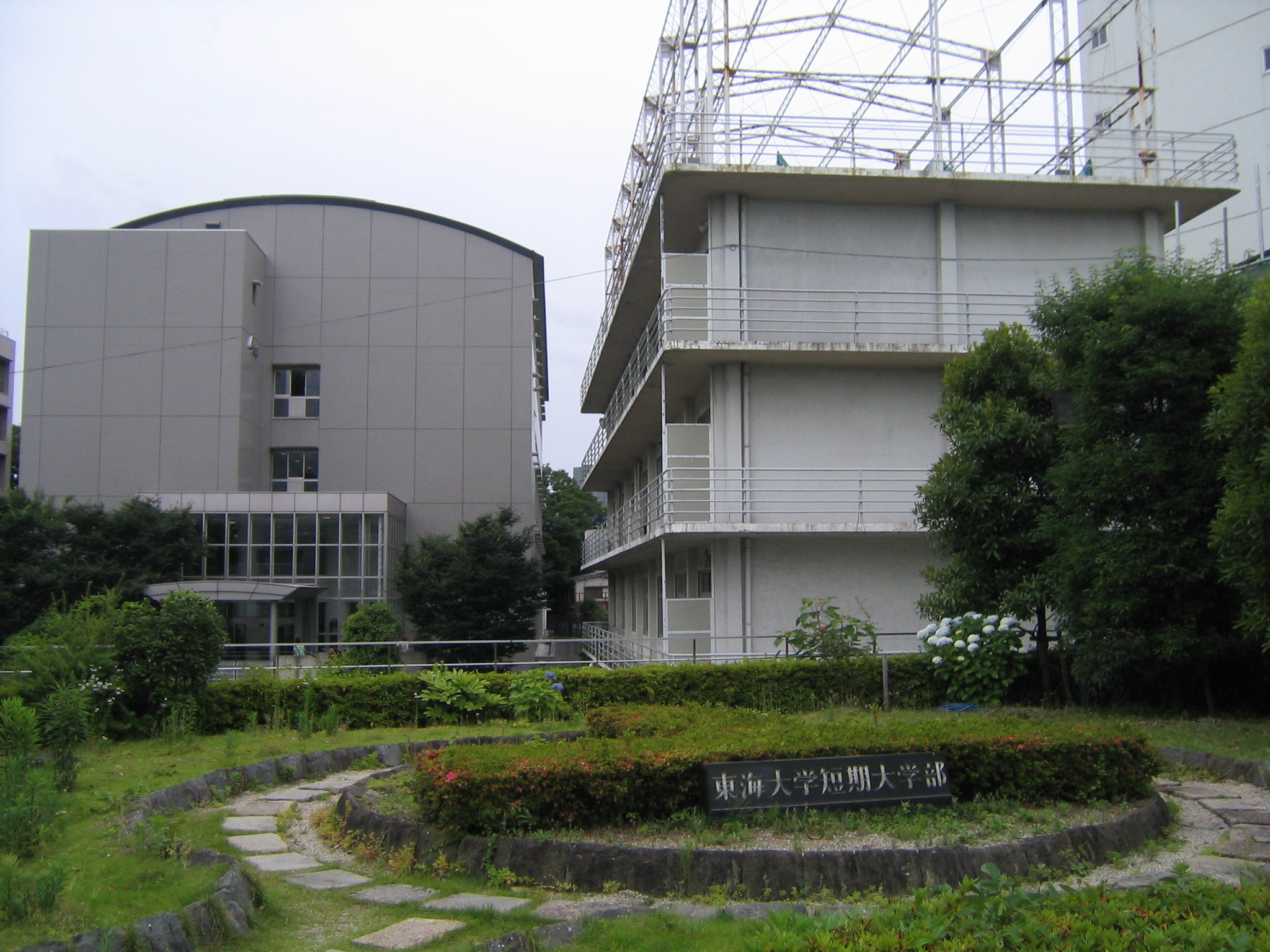
旧・高輪キャンパス（現：東海大学高輪キャンパス）

- 情報・ネットワーク学科：募集は2007年度まで。2008年度に東海大学の改組により東海大学情報通信学部が作られた。

###### 学科の変遷
- 電気通信科→電気通信工学科→情報・ネットワーク学科：募集は2007年度まで
  - 第一部
  - 第二部：募集は1999年度まで。2000年度より昼夜開講制となった。

##### 旧・熊本キャンパス
- 機械科→機械工学科
  - 第一部
  - 第二部
- 電気科→電気工学科
  - 第一部
  - 第二部
- 建設工学科（建築コース、土木コース）
- 以上、募集はいずれも1972年度まで。1973年度より九州東海大学（工学部）へ移行。2008年度より東海大学産業工学部となった。

##### 取得資格について
- 小学校教諭二種免許
- 幼稚園教諭二種免許
- 保育士資格：以上、児童教育学科にて
- 栄養士資格・栄養教諭二種免許：食物栄養学科
- かつては中学校教諭二種免許の認可も受けており、以下の教科目が設置されていた[4]。
  - 無線従事者国家試験の免除
    - 旧・電気通信工学科（情報ネットワーク学科の前身）
      - 第一部
      - 第二部

  - 社会
    - 旧・商経学科（経営情報学科の前身）
      - 第一部
      - 第二部

  - 理科
    - 旧・生活科学科

  - 家庭
    - 旧・生活科学科

  - 職業
    - 旧・商科（経営情報学科の前身）
      - 第二部

### 教育
- 質の高い大学教育推進プログラム
  - 「『実践力』向上のための教員養成プログラム」において2008年に採択されている。
- 大学教育再生加速プログラム（AP）「高大接続改革推進事業」
  - －テーマV　卒業時における質保証の取組の強化－において2016年に採択されている。

## 学生生活

### 部活動・クラブ活動・サークル活動
- 東海大学短期大学部にあったクラブ活動
  - 体育系：テニス・バスケットボール・バドミントン・バレーボール・サッカー・ソフトボールほか
  - 文化系：軽音楽・茶道・演劇・放送・ボランティアほか
- 旧・高輪キャンパスでは以下の活動団体があった。
  - 体育系：テニス・バスケットボール・バドミントン・バレーボール・サッカー・卓球・ダンス・野球ほか
  - 文化系：軽音楽・演劇・ボランティアほか
- 旧・熊本キャンパスのクラブ活動
  - 体育系：ワンダーフォーゲル部・軟式野球部・卓球部・空手部ほか
  - 文化系：物理部・美術部・写真部・囲碁部ほか

### 学園祭
- 東海大学短期大学部（静岡キャンパス）の学園祭は「柚木りんどう祭」と呼ばれ毎年、概ね11月に行われていた。旧・高輪キャンパスと旧・熊本キャンパスでは「建学祭」という名称で行われていた。

## 大学関係者と組織

### 大学関係者一覧
- 東海大学の人物一覧

#### 歴代学長
- 小船井敬吉：初代学長

## 対外関係

### 系列校
- 東海大学
- 東海大学医療技術短期大学

## 社会との関わり
- 地域に開かれたコミュニティカレッジを目指すべく、社会教育講座が実施されていた。

## 公式サイト
- 静岡校舎